# Skommar
Skommar är en sjö i Arjeplogs kommun i Lappland och ingår i Skellefteälvens huvudavrinningsområde. Sjön har en area på 0,167 kvadratkilometer och ligger 431,1 meter över havet.

## Delavrinningsområde
Skommar ingår i det delavrinningsområde (733771-156785) som SMHI kallar för Mynnar i Uddjaure. Medelhöjden är 441 meter över havet och ytan är 9,44 kvadratkilometer. Räknas de 26 avrinningsområdena uppströms in blir den ackumulerade arean 283,39 kvadratkilometer. Bieljaurjåkkå som avvattnar avrinningsområdet har biflödesordning 2, vilket innebär att vattnet flödar genom totalt 2 vattendrag innan det når havet efter 280 kilometer. Avrinningsområdet består mestadels av skog (66 procent) och sankmarker (21 procent). Avrinningsområdet har 0,62 kvadratkilometer vattenytor vilket ger det en sjöprocent på 6,5 procent.